# Заробеков, Искандар Махмадбекович
Искандар Махмадбекович Заробеков (род. 2 августа 1995, Тамбов) — российский футболист, нападающий.

## Карьера

### «Тамбов»
Воспитанник футбольной футбольной академии «Тамбов». В 2015 году перешёл в структуру «Тамбова», где продолжил выступать в первенстве России среди любительских футбольных клубов за молодёжную команду клуба. В 2016 году также привлекался к основной команде клуба. В июле 2017 года покинул клуб.

### «Волна» Пинск
В феврале 2020 года футболист перешёл в белорусскую «Волну». Дебютировал за клуб 10 мая 2020 года в матче против микашевичского «Гранита», выйдя на замену на 62 минуте. В следующем матче 16 мая 2020 года против светлогорского «Химика» забил свой дебютный гол. Футболист сразу же смог закрепиться в основной команде пинского клуба, став одним из лидеров атаки, почтив каждом матче отличавшись забитым голом. В матче 10 октября 2020 года против «Крумкачей» оформил дубль. По итогу сезона стал лучшим бомбардиром клуба с 10 голами.

### «Нафтан»
В феврале 2021 года футболист перешёл в новополоцкий «Нафтан». Дебютировал за клуб 17 апреля 2021 года в матче против «Барановичей», также отличившись своим дебютным забитым голом. В матче 5 июня 2021 года против петриковского «Шахтёра» забил свой первый дубль за клуб. В ответном матче 4 июля 2021 года против «Барановичей» футболист записал в свой актив хет-трик. также за сезон футболист дважды отличался дублем в матчах против клуба «Слоним-2017» и в очередной раз против «Барановичей». по итогу сезона с 16 голами стал лучшим бомбардиром клуба, также отличившись 5 результативными передачами.

### «Слуцк»
В начале 2022 года футболист проходил просмотр в российском клубе КАМАЗ. Однако вскоре футболист присоединился к белорусскому «Слуцку». На протяжении сезона футболист находился в распоряжении клуба, однако в заявку на матч основной команды попал лишь единожды. В ноябре 2022 года покинул слуцкий клуб, расторгнув контракт по соглашению сторон.

### «Нафтан»
В январе 2023 года футболист вернулся в новополоцкий «Нафтан». Свой первый матч за клуб, а также дебютный в рамках Высшей Лиги, сыграл 27 мая 2023 года против «Ислочи», выйдя на замену на 74 минуте. Дебютный гол в рамках белорусского чемпионата забил 10 июня 2023 года в матче против «Слуцка». В следующем матче 25 июня 2023 года против борисовского БАТЭ футболист получил травму и уже на 26 минуте был заменён. В июле 2023 года покинул клуб, расторгнув контракт по соглашению сторон.